# 诺马尔姆广场劫案
诺马尔姆广场劫案（瑞典語：Norrmalmstorgsdramat）发生于1973年的瑞典斯德哥尔摩，是瑞典第一件通过电视现场直播的罪案。本案的主犯扬-埃里克·奥尔松是一名已经定罪，但向监狱请假外出的罪犯。他抢劫了一家银行，劫持了四名人质。虽然警方最后用催泪弹等武器迫使凶手投降，但被劫持的人质产生了对凶手的同情。这起劫案中人质态度的戏剧性转变引发了公众的兴趣，使本案被多次改编成电影和电视剧。

## 劫案过程
扬-埃里克·奥尔松是一名武装抢劫和暴力惯犯，16岁时就犯下了自己的第一起罪行。1973年8月23日，奥尔松告假离开监狱，前往斯德哥尔摩诺马尔姆广场的一家银行，并实施抢劫。当地警方接到报案后赶往现场，两名警察进入银行，其中一人的手被奥尔松开火打伤。奥尔松要求另一名警察坐下并唱歌。之后，奥尔松劫持了四名人质，要求警方把他的朋友克拉克·奥洛夫松、300万瑞典克朗、两把枪、防弹背心、头盔和车辆送到现场。
为了方便和奥尔松谈判，政府批准警方带欧洛弗森来到案发银行。人质之一的克里斯蒂安·恩马克称她和奥尔松及欧洛弗森在一起“感到安全”，并害怕警方使用武力导致情势升级。奥尔松和欧洛弗森挡住了用来存放人质的金库。警方谈判专家告诉他们可以驾车离开银行，但必须把人质留下，不得带走。
奥尔松打电话给时任瑞典首相奥洛夫·帕尔梅，放言将杀害人质。他抓住一名人质的脖子，人质高声叫喊起来。第二天，人质恩马克打给帕尔梅，称帕尔梅的态度令她不悦，要求帕尔梅允许劫匪和人质离开。
欧洛弗森唱着歌在金库里来回走动。8月26日，警方从金库上方的公寓钻了一个地洞，通过这个地洞拍摄了劫持人质的照片；欧洛弗森也两次通过这个地洞射击，后一次射击击中了一名警察的手和脸部。
奥尔松利用手中的武器威胁警方，若警方使用催泪弹，他将杀死所有人质；然而在8月28日，警方还是动用了催泪武器。投下半小时后，两名劫匪投降。人質没有受到終身傷害。

## 后续发展
奥尔松和欧洛弗森两人都被起诉定罪并投入监狱，但欧洛弗森辩称自己只是努力控制事态，并没有协助奥尔松犯罪。之后，上诉法院撤销了对欧洛弗森的判决。欧洛弗森和恩马克后来见过几面，两家结为友人。欧洛弗森后来又实行了其他犯罪行为。
另一方面，奥尔松被判处10年监禁，在狱中收到了许多异性“崇拜者”寄来的信（但需注意的是，奥尔松并未像一些人所认为的那样和人质订婚）。出狱后，奥尔松曾逃避瑞典警察的追捕，後來于2006年重回警方视线。但那时，警方已经不再追查他的金融犯罪行为。
本案中被劫持的人质表现出对劫匪的同情，这种情结被瑞典犯罪学家尼尔斯·贝耶洛特取名为斯德哥尔摩综合征。案发时这些人质虽然受到奥尔松的威胁，但他们并没对警方或彼此产生敌意。
1996年，奥尔松和他的泰国妻子移居至泰國東北部，2013年回到瑞典。2009年，他的自传《斯德哥尔摩综合征》在瑞典出版。

## 流行文化
- 2003年瑞典电视电影《诺马尔姆广场（瑞典语：Norrmalmstorg (film)）》由本案改编而成。[12]
- 2018年美国电影《斯德哥尔摩（英语：Stockholm (2018 film)）》的剧情在本案的基础上进行了处理。[13]